# Публий Рупилий Рекс
Пу́блий Рупи́лий Рекс (лат. Publius Rupilius Rex; умер после 43 года до н. э.) — римский государственный деятель периода кризиса Республики, предполагаемый претор 43 года до н. э. Современник Горация.

## Происхождение
Публий Рупилий принадлежал к незнатному плебейскому роду, представители которого до 132 года до н. э. не занимали высшие должности в Республике: это были потомственные откупщики. Благодаря беглому упоминанию у Горация известно, что Рекс происходил из Пренесте и мог принадлежать к Менениевой трибе. Учитывая тот факт, что такое прозвище — «Рекс» (rex, царь) — носили в роде Марциев, весьма вероятно, что в своё время Рупилий был адоптирован. Так как его вероятный отец носил преномен «Публий», возможно, усыновителем Рекса являлся Публий Рупилий, один из обвинителей на судебном процессе 70 года до н. э., предшествовавшему суду над Гаем Верресом, который был призван отсрочить дело «сицилийского грабителя». По мнению Эрнста Бэдиана, Публий Рупилий — потомок консула 132 года до н. э. того же имени., который во время своего консулата подавил 1-е сицилийское восстание рабов.

## Биография
В историографии считается, что имя Рупилия Рекса впервые упоминается в источниках в конце 51 года до н. э., когда Марк Туллий Цицерон просил бывшего зятя, действующего квестора, о содействии Публию Рупилию, сыну Публия, «старшине» товарищества откупщиков в Вифинии. Впрочем, по мнению британского литературоведа Д. Р. Шэклтона-Бейли, отсутствие когномена в этом формальном сообщении говорит против отождествления публикана с Рупилием Рексом, который фигурирует у Горация. Возможно также, что с началом гражданской войны (49—45 до н. э.) Рупилий Рекс мог в качестве легата служить у Публия Аттия Вара, летом 49 года до н. э. ещё находившегося в Африке. Однако, о какой-либо его роли в событиях того периода ничего не известно. 
Некто Рекс, предполагаемый наместник Сицилии в 46 году до н. э., без уточнения личного и родового имён, упоминается Цицероном в рекомендательном письме, где оратор называет адресата «мой Рекс». Этим сенатором мог быть как Рупилий Рекс, так и сын консула 68 года до н. э. Квинта Марция Рекса, преномен которого источники также не сообщают. 
В конце 43 года до н. э. Рупилий Рекс был проскрибирован, поскольку к 42 до н. э. он состоял в свите Марка Юния Брута, находясь в Клазоменах. Там на него убийце Гая Юлия Цезаря пожаловался богатый грек-публикан Персий, обозвавший Рупилия «Псом — созвездием злым, ненавистным для всех земледельцев»; об исходе этой тяжбы ничего неизвестно. Автор классического справочника по римским магистратам Р. Броутон, а следом за ним и Тимоти Уайзмен предполагают занятие Рексом в 43 году до н. э. претуры. Те же исследотели утверждают, что накануне первой битвы под Филиппами (3 октября 42 года до н. э.) Рупилий Рекс был жив и находился при Бруте в ранге легата. 
В историографии предполагается также, что упомянутая в одной надписи, датируемой 8 годом, некая Рупилия может приходиться дочерью Публию Рупилию.